# Sergio G. Sánchez
Sergio G. Sánchez é um cineasta e roteirista espanhol. Sánchez escreveu e dirigiu seu próprio roteiros para curtas-metragens como Temporada baja (2003) e 7337 (2000).